# مارکلو
مارکلو (به هلندی: Markelo) یک منطقهٔ مسکونی در هلند است که در هوف فان‌تونته واقع شده‌است. مارکلو حدود هفت هزار نفر جمعیت دارد.

## نگارخانه

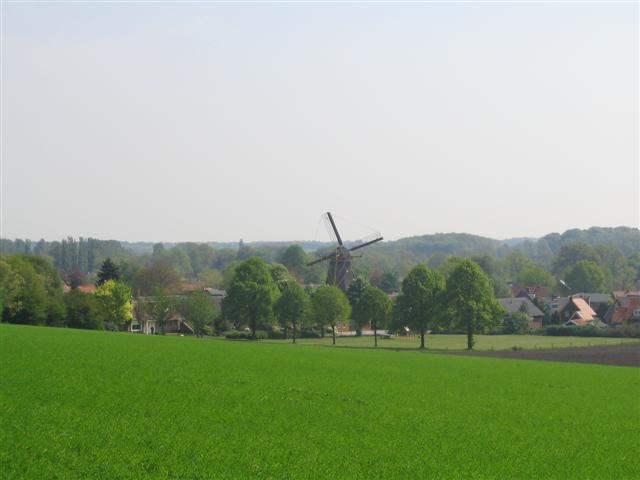
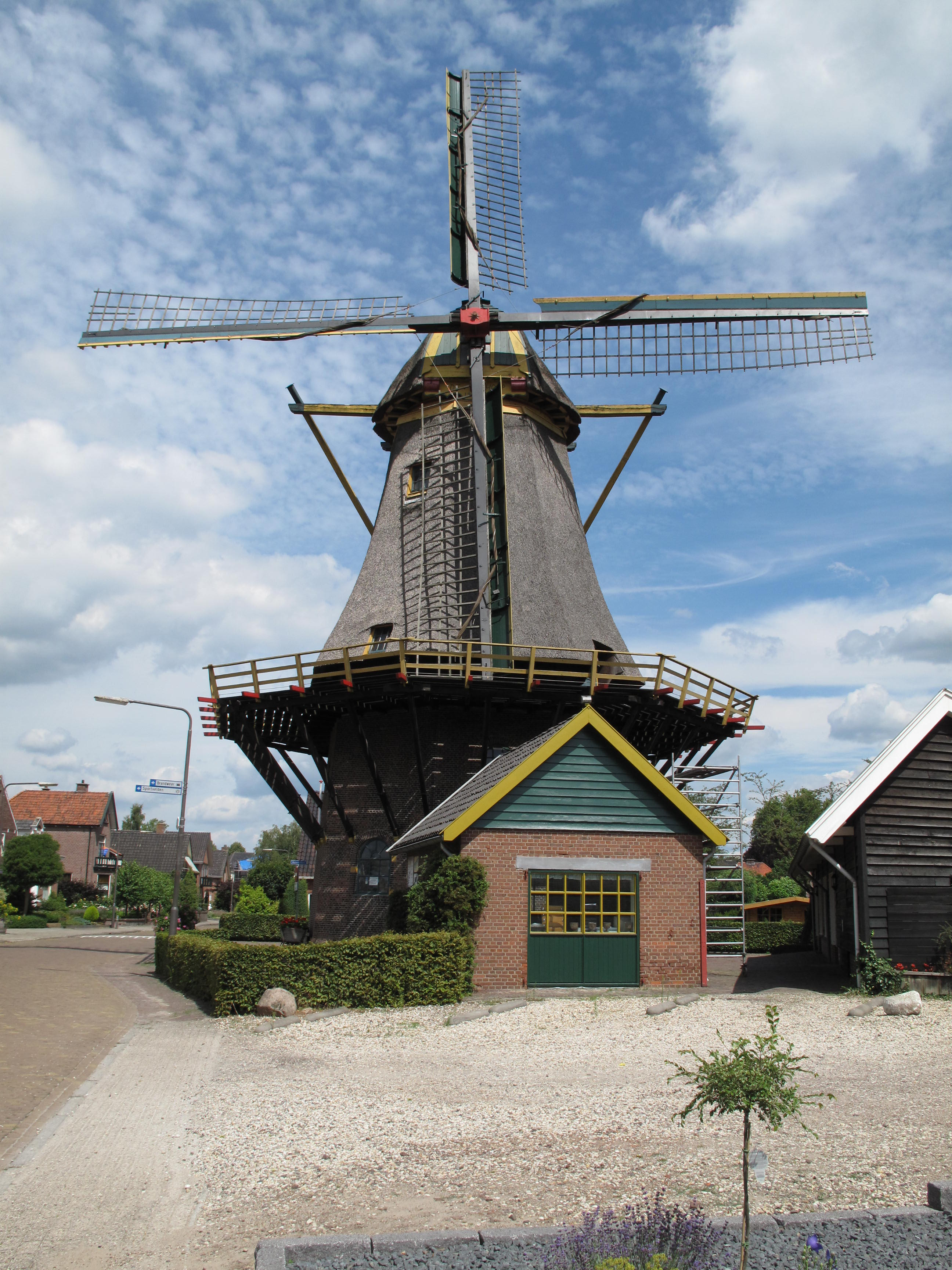